# Ram Slam T20 Challenge
Der Ram Slam T20 Challenge ist ein nationaler Twenty20-Cricket-Wettbewerb in Südafrika. Der ursprünglich 2003 eingeführte Wettbewerb hatte den Namen Standard Bank Pro20 Series und seit dem mehrere Namenswechsel vollzogen. So hieß er ab 2011 MiWay T20 Challenge, bevor er ab 2012 den Namen Ram Slam T20 Challenge erhielt. Seit der Saison 2008/09 qualifizierte sich der Sieger, seit 2009/10 konnten sich die beiden Finalisten des Wettbewerbs als südafrikanischer Vertreter für die bis 2014 jährlich stattfindende Champions League Twenty20 qualifizieren.
Das Turnier wurde von Beginn an zwischen den sechs Franchise-Teams ausgespielt, in der Saison 2007–08 nahm Simbabwe und in der Saison 2011/12 Impi als siebente Mannschaft teil. Im April 2019 kündigte Cricket South Africa an, dass aufgrund von Sparmaßnahmen und einer Neustrukturierung des Cricket im Land die 2018/19-Saison die letzte Ausgabe des Turniers sein wird. Das Turnier wurde faktisch mit einem anderen Franchise-T20-Turnier, der Mzansi Super League, die 2018 erstmals ausgespielt wurde, ersetzt. 2020–21 fand das Turnier jedoch wieder unter dem Namen CSA T20 Challenge statt, wobei alle Spiele im Kingsmead in Durban ausgetragen wurden. Es ersetzte die Mzansi Super League 2020, welche aufgrund der weltweiten COVID-19-Pandemie gestrichen wurde. In der Saison nahmen acht Mannschaften teil, darunter North West und Rocks.

## Mannschaften
Am Wettbewerb nehmen sechs Franchises Teil die im Zuge der Systemänderung im südafrikanischen Cricket die vorherigen Provinzteams an der Spitze der Mannschaftshierarchie im nationalen Cricket ablösten:
| Franchise                    | Provinzteams                                        | Heimstadion                          |
| ---------------------------- | --------------------------------------------------- | ------------------------------------ |
| Cape Cobras                  | Western Province, Boland                            | Newlands Cricket Ground              |
| Knights (bis 2010/11 Eagles) | Griqualand West, Free State                         | Mangaung Oval, De Beers Diamond Oval |
| Warriors                     | Eastern Province, Border                            | St George’s Park, Buffalo Park       |
| Highveld Lions               | North West, Gauteng                                 | Wanderers Stadium, Senwes Park       |
| Titans                       | Northerns, Easterns                                 | SuperSport Park                      |
| Dolphins                     | KwaZulu-Natal (seit 2010 auch KwaZulu-Natal Inland) | Sahara Stadium Kingsmead             |

## Sieger
| Saison                 | Finalort            | Sieger              | Finalgegner         | Ergebnis                             |                     |                     |
| Standard Bank Pro20    | Standard Bank Pro20 | Standard Bank Pro20 | Standard Bank Pro20 | Standard Bank Pro20                  | Standard Bank Pro20 | Standard Bank Pro20 |
| ---------------------- | ------------------- | ------------------- | ------------------- | ------------------------------------ | ------------------- | ------------------- |
| 2003/04                | East London         | Eagles              | Eastern Cape        | Eagles gewinnt mit 7 Runs (D/L)      |                     |                     |
| 2004/05                | Centurion           | Titans              | Warriors            | Titans gewinnt mit 8 Wickets         |                     |                     |
| 2005/06                | Bloemfontein        | Eagles              | Cape Cobras         | Eagles gewinnt mit 6 Wickets         |                     |                     |
| 2006/07                | Johannesburg        | Highveld Lions      | Cape Cobras         | Highveld Lions gewinnt mit 6 Wickets |                     |                     |
| 2007/08                | Durban              | Titans              | Dolphins            | Titans gewinnt mit 18 Runs           |                     |                     |
| 2008/09                | Kapstadt            | Cape Cobras         | Eagles              | Titans gewinnt mit 22 Runs           |                     |                     |
| 2009/10                | Port Elizabeth      | Warriors            | Highveld Lions      | Warriors gewinnt mit 82 Runs         |                     |                     |
| 2010/11                | Kapstadt            | Cape Cobras         | Warriors            | Cape Cobras gewinnt mit 12 Runs      |                     |                     |
| MiWay T20 Challenge    |                     |                     |                     |                                      |                     |                     |
| 2011/12                | Johannesburg        | Titans              | Highveld Lions      | Titans gewinnt mit 45 Runs           |                     |                     |
| Ram Slam T20 Challenge |                     |                     |                     |                                      |                     |                     |
| 2012/13                | Johannesburg        | Highveld Lions      | Titans              | Highveld Lions gewinnt mit 30 Runs   |                     |                     |
| 2013/14                | Kapstadt            | Dolphins            | Cape Cobras         | Dolphins gewinnt mit 2 Runs          |                     |                     |
| 2014/15                | Kapstadt            | Cape Cobras         | Knights             | Cape Cobras gewinnt mit 33 Runs      |                     |                     |
| 2015/16                | Centurion           | Titans              | Knights             | Titans gewinnt mit 7 Wickets         |                     |                     |
| CSA T20 Challenge      |                     |                     |                     |                                      |                     |                     |
| 2016/17                | Centurion           | Titans              | Warriors            | Titans gewinnt mit 6 Runs            |                     |                     |
| 2017/18                | Centurion           | Dolphins            | Titans              | Titans gewinnt mit 7 Wickets         |                     |                     |
| 2018/19                | Johannesburg        | Highveld Lions      | Warriors            | Lions gewinnt mit 11 Runs            |                     |                     |
| 2020/21                | Durban              | Dolphins            | Highveld Lions      | Lions gewinnt mit 4 Wickets          |                     |                     |
| 2021/22                | Port Elizabeth      | Rocks               | Titans              | Rocks gewinnt mit 15 Runs            |                     |                     |

## Abschneiden der Mannschaften
| Team        | 2003/04 | 2004/05 | 2005/06 | 2006/07 | 2007/08 | 2008/09 | 2009/10 | 2010/11 | 2011/12 | 2012/13 | 2013/14 | 2014/15 | 2015/16 | 2016/17 | 2017/18 | 2018/19 | 2020/21 | 2021/22 |
| ----------- | ------- | ------- | ------- | ------- | ------- | ------- | ------- | ------- | ------- | ------- | ------- | ------- | ------- | ------- | ------- | ------- | ------- | ------- |
| Cape Cobras | HF      | 5       | 6       | 1       | HF      | 1       | HF      | 1       | 5       | 6       | 2       | 1       | HF      | 4       | HF      | HF      | 5       | HF      |
| Dolphins    | 5       | 6       | 5       | 6       | 2       | HF      | 6       | HF      | 4       | 5       | 1       | 4       | 2       | 5       | 2       | HF      | 1       | HF      |
| Impi        |         |         |         |         |         |         |         |         | 7       |         |         |         |         |         |         |         |         |         |
| Knights     | 1       | HF      | 1       | 5       | HF      | 2       | 5       | 6       | HF      | 4       | 5       | 2       | 6       | 6       | 6       | 6       | 6       | 8       |
| Lions       | 6       | HF      | HF      | 2       | 5       | 6       | 2       | 5       | 2       | 1       | 6       | HF      | 5       | HF      | 5       | 1       | 2       | 7       |
| North West  |         |         |         |         |         |         |         |         |         |         |         |         |         |         |         |         |         | 5       |
| Rocks       |         |         |         |         |         |         |         |         |         |         |         |         |         |         |         |         |         | 1       |
| Simbabwe    |         |         |         |         | 6       |         |         |         |         |         |         |         |         |         |         |         |         |         |
| Titans      | HF      | 1       | HF      | HF      | 1       | 5       | HF      | HF      | 1       | 2       | HF      | 6       | 1       | 1       | 1       | 5       | 4       | 2       |
| Warriors    | 2       | 2       | 6       | HF      | 7       | HF      | 1       | 2       | 6       | HF      | 4       | 5       | 4       | 2       | HF      | 2       | HF      | 6       |

| Vorrunde (VR)      |
| Viertelfinale (VF) |
| Halbfinale (HF)    |
| Zweiter Platz (2)  |
| Turniersieger (1)  |